# Ciudad Sandino
Ciudad Sandino là một khu tự quản thuộc tỉnh Managua, Nicaragua. Khu tự quản Ciudad Sandino có diện tích 51 ki lô mét vuông. Đến thời điểm năm 2005, huyện Ciudad Sandino có dân số 75083 người.